# Karate ai Giochi della XXXII Olimpiade - Kata maschile
La gara di kata maschile, specialità del karate ai Giochi della XXXII Olimpiade, si è svolta il 6 agosto 2021 presso il Nippon Budokan di Tokyo. Vi hanno partecipato 11 atleti in rappresentanza di altrettanti paesi.

## Risultati

### Finali

#### Finale per il primo posto
| Pos. | Atleta 1        | Punteggio     | Atleta 2   | Pos. |
| ---- | --------------- | ------------- | ---------- | ---- |
|      | Damián Quintero | 27.66 – 28.72 | Ryo Kiyuna |      |

#### Finali per il terzo posto
| Pos. | Atleta 1     | Punteggio     | Atleta 2     | Pos. |
| ---- | ------------ | ------------- | ------------ | ---- |
|      | Ariel Torres | 26.72 – 26.34 | Antonio Díaz | 4    |
| 5    | Park Hee-jun | 26.14 – 27.26 | Ali Sofuoğlu |      |

### Fase a eliminazione e a classifica

#### Pool A
| Atleta             | Fase a eliminazione | Fase a eliminazione | Fase a eliminazione | Fase a eliminazione | Fase a classifica | Fase a classifica | Fase a classifica    |
| Atleta             | 1º Kata             | 2º Kata             | Med.                | Pos.                | 3º Kata           | Pos.              | Qualificazione       |
| ------------------ | ------------------- | ------------------- | ------------------- | ------------------- | ----------------- | ----------------- | -------------------- |
| Damián Quintero    | 27.34               | 27.40               | 27.37               | 1 Q                 | 27.28             | 1 Q               | Finale per l'oro     |
| Ariel Torres       | 26.40               | 25.98               | 26.19               | 2 Q                 | 26.46             | 2 q               | Finale per il bronzo |
| Park Hee-jun       | 25.72               | 25.52               | 25.62               | 3 Q                 | 25.98             | 3 q               | Finale per il bronzo |
| Ilja Smorguner     | 25.02               | 24.10               | 24.56               | 4                   | DNA               | DNA               | DNA                  |
| Mohammad Al-Mosawi | 24.32               | 24.24               | 24.28               | 5                   | DNA               | DNA               | DNA                  |

#### Pool B
| Atleta        | Fase a eliminazione | Fase a eliminazione | Fase a eliminazione | Fase a eliminazione | Fase a classifica | Fase a classifica | Fase a classifica    |
| Atleta        | 1º Kata             | 2º Kata             | Med.                | Pos.                | 3º Kata           | Pos.              | Qualificazione       |
| ------------- | ------------------- | ------------------- | ------------------- | ------------------- | ----------------- | ----------------- | -------------------- |
| Ryo Kiyuna    | 28.26               | 28.40               | 28.33               | 1 Q                 | 28.72             | 1 Q               | Finale per l'oro     |
| Ali Sofuoğlu  | 27.00               | 27.28               | 27.14               | 2 Q                 | 27.32             | 2 q               | Finale per il bronzo |
| Antonio Díaz  | 25.74               | 26.40               | 26.07               | 3 Q                 | 26.28             | 3 q               | Finale per il bronzo |
| Mattia Busato | 25.08               | 25.92               | 25.50               | 4                   | DNA               | DNA               | DNA                  |
| Wang Yi-ta    | 25.00               | 24.94               | 24.97               | 5                   | DNA               | DNA               | DNA                  |
| Wael Shueb    | 23.20               | 23.40               | 23.30               | 6                   | DNA               | DNA               | DNA                  |